# Rue Georges-Desplas
La rue Georges-Desplas est une voie située dans le quartier du Jardin-des-Plantes du 5e arrondissement de Paris.

## Situation et accès
La rue Georges-Desplas est desservie à proximité par la ligne 7 aux stations Place Monge et Censier - Daubenton.

## Origine du nom
Elle porte le nom de Georges Desplas (1856-1922), un député, ministre et conseiller municipal de l'arrondissement, en 1932.

## Historique
Cette rue a été ouverte par la ville de Paris en 1924 en prolongement de la rue de Quatrefages sur l'ancienne zone occupée par l'hôpital historique de la Pitié. Elle a pris le nom de « rue Georges-Desplas » en 1932.

## Bâtiments remarquables et lieux de mémoire
- L'entrée principale de la grande mosquée de Paris au no 4 et de l'Institut de théologie au no 6.
- La rue donne également accès au square Robert-Montagne.

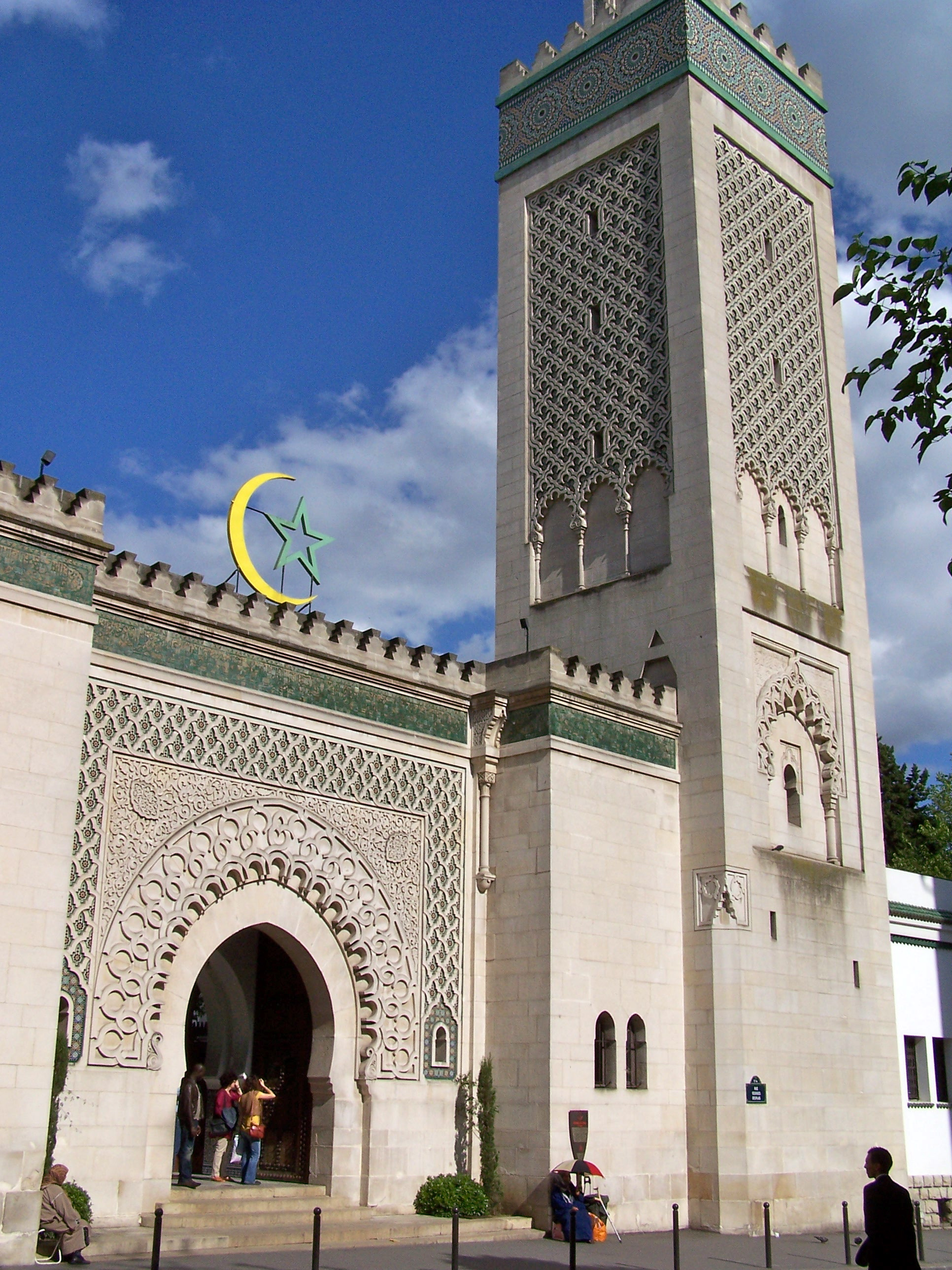
Entrée de la grande mosquée de Paris.
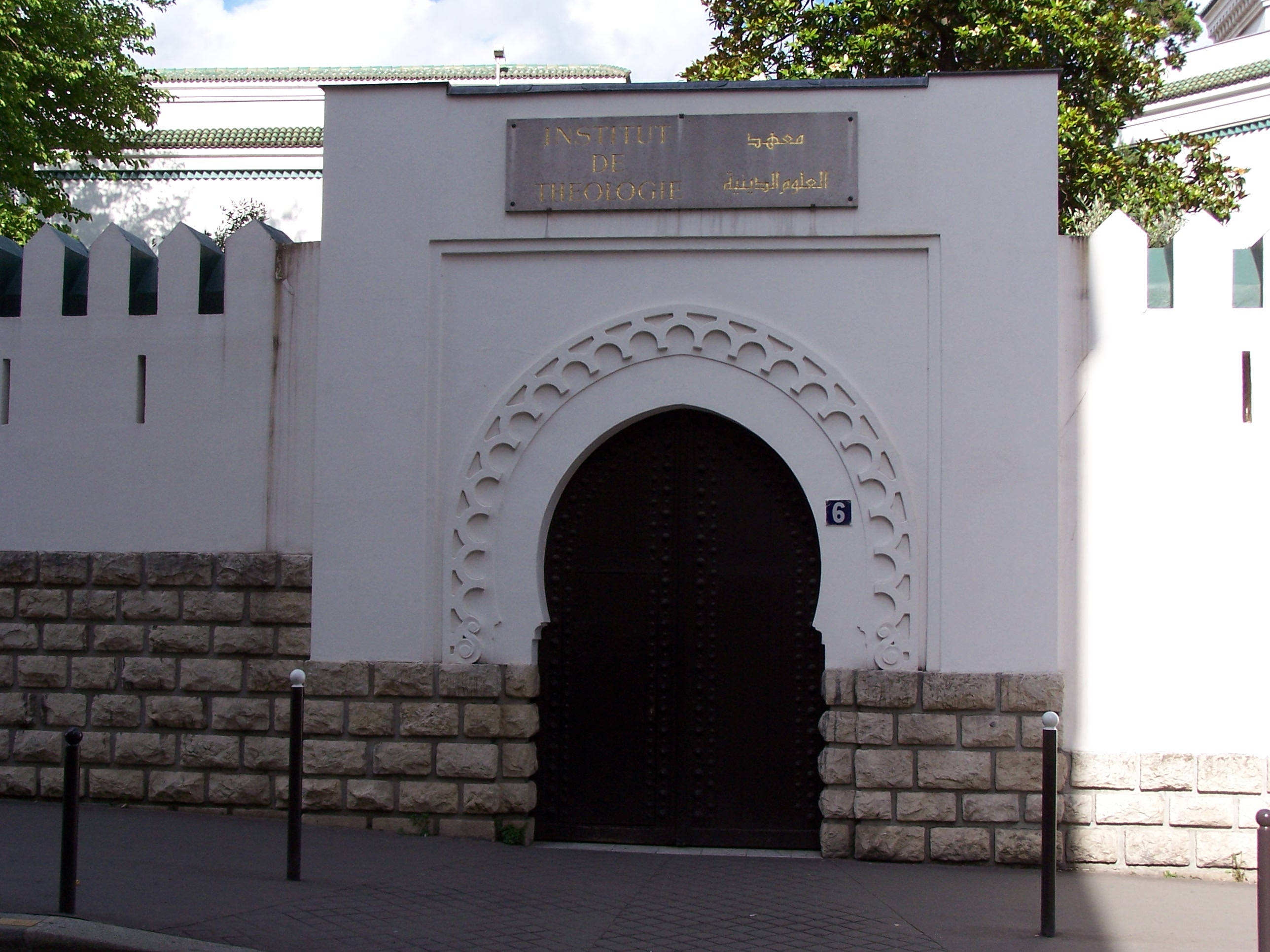
Entrée de l'Institut de théologie.